# Dicranum daymannianum
Dicranum daymannianum là một loài Rêu trong họ Dicranaceae. Loài này được (E.B. Bartram) D.H. Norris & T.J. Kop. mô tả khoa học đầu tiên năm 1990.